# بريجيت بيرنبوم
بريجيت بيرنبوم (بالألمانية: Brigitte Birnbaum)‏ هي كاتِبة ومؤلفة وكاتبة للأطفال ألمانية، ولدت في 29 مايو 1938 في البلنغ في بولندا.